# Bartolo Longo

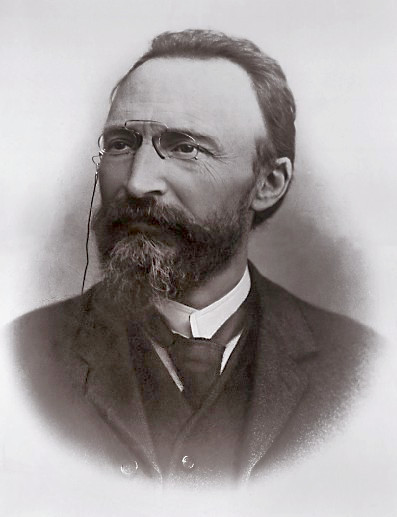
Bartolo Longo (um 1900)

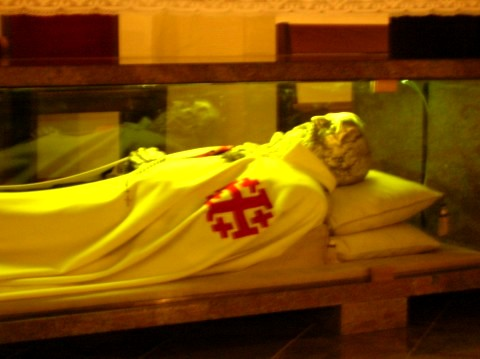
Grablege von Bartolo Longo im Heiligtum Unserer Lieben Frau vom Rosenkranz

Bartolo Longo (* 10. Februar 1841 in Latiano bei Brindisi; † 5. Oktober 1926 in Pompei) war Terziar im Orden der Dominikaner und Begründer der Wallfahrtsstätte der Basilika  der heiligen Jungfrau vom Rosenkranz in Pompei. Papst Johannes Paul II. sprach Bartolo Longo 1980 selig.

## Leben
Bartolo Longo wuchs in einem katholischen Elternhaus auf. Durch Studien in Neapel kam er mit positivistischen Strömungen (Ernest Renan, Bertrando Spaventa) zusammen und wurde schließlich Priester des sogenannten Spiritismus, einer Gruppierung, die sich mit der Beschwörung von Geistern befasste. Er sei dort zum satanistischen Priester geweiht worden.
Nach einer schweren Krise und gesundheitlichen Schäden fand Longo zum Glauben der römisch-katholischen Kirche zurück; er wurde am 7. Oktober 1871 Mitglied des dritten Ordens der Dominikaner. Durch die Nähe des Ordens zum Rosenkranz entdeckte Longo diesen neu und wählte den Ordensnamen Rosario.
1873 begann Fratel Rosario in Pompei, einem Ort nahe dem antiken Pompeji, mit dem Wiederaufbau einer Kirche und erhielt 1875 aus Neapel ein Andachtsbild Unserer Lieben Frau vom Rosenkranz, das er in die restaurierte Kirche brachte. 1891 wurde die vergrößerte Kirche neu konsekriert. 1939 wurde die Kirche nochmals erweitert und zur Basilica minor erhoben.
1885 heiratete Longo Gräfin Mariana di Fusco. Die beiden kümmerten sich um Waisen und Kinder von Gefangenen. 1906 übergaben sie das Heiligtum dem Heiligen Stuhl. Longo war Großoffizier des Ritterordens vom Heiligen Grab zu Jerusalem. 1926 verstarb er im Alter von 85 Jahren.

## Selig- und Heiligsprechung
Papst Johannes Paul II. sprach ihn am 26. Oktober 1980 selig. Als „Apostel des Rosenkranzes“ erwähnte Johannes Paul Fratel Rosario in seiner Rosenkranzenzyklika Rosarium Virginis Mariae mehrfach. Im Verfahren zu seiner Heiligsprechung legte Papst Leo XIV. im ordentlichen Konsistorium vom 13. Juni 2025 den Termin für die Aufnahme Longos in das Verzeichnis der Heiligen für den 19. Oktober 2025 fest.
Sein liturgischer Gedenktag ist der 5. Oktober.